# F-106 Delta Dart
Convair F-106A Delta Dart a fost principalul avion de interceptare pentru Forțele aeriene ale Statelor Unite ale Americii din anii 1960 până în anii 1980. Proiectat ca un interceptor desăvârșit, a fost ultimul interceptor proiectat special pentru acest scop în Statele Unite.